# Charlotte Sting 1998
La stagione 1998 delle Charlotte Sting fu la 2ª nella WNBA per la franchigia.
Le Charlotte Sting arrivarono seconde nella Eastern Conference con un record di 18-12. Nei play-off persero la semifinale con le Houston Comets (2-0).

## Roster
| N° | Naz.                   | Ruolo | Sportivo          | Anno | Alt. | Peso |
| -- | ---------------------- | ----- | ----------------- | ---- | ---- | ---- |
| 00 | Stati Uniti (bandiera) | A     | Tracy Reid        | 1976 | 180  | 68   |
| 3  | Regno Unito (bandiera) | A     | Andrea Congreaves | 1970 | 188  | 83   |
| 7  | Stati Uniti (bandiera) | G     | Tora Suber        | 1974 | 170  | 62   |
| 10 | Stati Uniti (bandiera) | G     | Christy Smith     | 1975 | 170  | 65   |
| 13 | Canada (bandiera)      | A     | Kelly Boucher     | 1968 | 188  | 75   |
| 22 | Stati Uniti (bandiera) | A     | Tia Paschal       | 1969 | 185  | 75   |
| 23 | Stati Uniti (bandiera) | AC    | Vicky Bullett     | 1967 | 191  | 84   |
| 32 | Stati Uniti (bandiera) | G     | Andrea Stinson    | 1967 | 178  | 72   |
| 33 | Stati Uniti (bandiera) | G     | Sonia Chase       | 1976 | 175  | 68   |
| 41 | Bahamas (bandiera)     | C     | Pollyanna Johns   | 1975 | 188  | 82   |
| 50 | Stati Uniti (bandiera) | A     | Sharon Manning    | 1969 | 191  | 84   |
| 51 | Stati Uniti (bandiera) | C     | Rhonda Mapp       | 1969 | 188  | 86   |

## Staff tecnico
- Allenatore: Marynell Meadors
- Vice-allenatori: Dan Hughes, Sue Panek